# Championnat sud-américain de football de 1955
Navigation
Pérou 1953 Uruguay 1956
Le Championnat sud-américain de football de 1955 est la vingt-troisième édition du championnat sud-américain de football des nations, connu comme la Copa América depuis 1975, qui a eu lieu à Santiago au Chili du 27 février au 30 mars 1955.
Les pays participants sont l'Argentine, le Chili, l'Équateur, le Paraguay, le Pérou et l'Uruguay.

## Résultats

### Classement final
Les six équipes participantes sont réunies au sein d'une poule unique où chaque formation rencontre une fois ses adversaires. À l'issue des rencontres, l'équipe classée première remporte la compétition.
|   | Équipe    | Pts | J | G | N | P | BP | BC | Diff |
| - | --------- | --- | - | - | - | - | -- | -- | ---- |
| 1 | Argentine | 9   | 5 | 4 | 1 | 0 | 18 | 6  | +12  |
| 2 | Chili     | 7   | 5 | 3 | 1 | 1 | 19 | 8  | +11  |
| 3 | Pérou     | 6   | 5 | 2 | 2 | 1 | 13 | 11 | +2   |
| 4 | Uruguay   | 5   | 5 | 2 | 1 | 2 | 12 | 12 | 0    |
| 5 | Paraguay  | 3   | 5 | 1 | 1 | 3 | 7  | 14 | -7   |
| 6 | Équateur  | 0   | 5 | 0 | 0 | 5 | 4  | 22 | -18  |

| 27 février | Chili     | 7 | 1 | Équateur |
| 2 mars     | Argentine | 5 | 3 | Paraguay |
| 6 mars     | Chili     | 5 | 4 | Pérou    |
| 9 mars     | Uruguay   | 3 | 1 | Paraguay |
| 9 mars     | Argentine | 4 | 0 | Équateur |
| 13 mars    | Pérou     | 4 | 2 | Équateur |
| 13 mars    | Chili     | 2 | 2 | Uruguay  |
| 18 mars    | Paraguay  | 2 | 0 | Équateur |
| 18 mars    | Argentine | 2 | 2 | Pérou    |
| 20 mars    | Chili     | 5 | 0 | Paraguay |
| 23 mars    | Pérou     | 1 | 1 | Paraguay |
| 23 mars    | Uruguay   | 5 | 1 | Équateur |
| 27 mars    | Argentine | 6 | 1 | Uruguay  |
| 30 mars    | Pérou     | 2 | 1 | Uruguay  |
| 30 mars    | Argentine | 1 | 0 | Chili    |

### Matchs
| 27 février 1955 | Chili                                                                             | 7 – 1 | Équateur        | Estadio Nacional (Santiago)                           |                                                       |
| | Hormazábal 27e, 47e, 53e · Díaz Zambrano 31e, 35e · Meléndez 33e · J. Robledo 55e | (4 - 0) | Villacreses 64e | Spectateurs : 40 000 Arbitrage : Washington Rodríguez | Spectateurs : 40 000 Arbitrage : Washington Rodríguez |
| Escuti - Almeida, Álvarez - Cortés, Vera ( E. Robledo), Carrasco - Hormazábal, Meléndez, J. Robledo, S. Espinoza ( Rodríguez), Díaz Zambrano | Équipes                                                                           | Bonnard - Sánchez, Gando - Alume, Izaguirre ( Villacreses), Zambrano ( Valencia) - Balseca, Cantos ( Pinto), Matute, Merizalde, Cañarte |                 | Spectateurs : 40 000 Arbitrage : Washington Rodríguez | Spectateurs : 40 000 Arbitrage : Washington Rodríguez |

| 2 mars 1955 | Argentine                                      | 5 – 3 | Paraguay                                | Estadio Nacional (Santiago)                    |                                                |
| | Micheli 5e, 18e (pen.), 64e, 83e · Borello 74e | (2 - 1) | Rolón 13e · Martínez 47e · Villalba 89e | Spectateurs : 35 000 Arbitrage : Carlos Robles | Spectateurs : 35 000 Arbitrage : Carlos Robles |
| Musimessi - Dellacha, Vairo - Lombardo, Mouriño, Gutiérrez - Micheli, Cecconatto, Bonelli ( 68e Borello), Grillo ( 60e Labruna), Cruz | Équipes                                        | Vargas - Segovia, Jovellanos ( Villalba) - Maciel, Arce, Echagüe - H. González, Martínez, Parodi ( Quiñónez), Rolón, Bedoya ( Cañete) |                                         | Spectateurs : 35 000 Arbitrage : Carlos Robles | Spectateurs : 35 000 Arbitrage : Carlos Robles |

| 6 mars 1955 | Chili                                                               | 5 – 4 | Pérou                                                                     | Estadio Nacional (Santiago)                  |                                              |
| | Muñoz 9e · J. Robledo 13e, 57e · Hormazábal 52e · Ramírez Banda 84e | (2 - 1) | F. Castillo 35e · Barbadillo 62e · Heredia 63e (pen.) · Gómez Sánchez 83e | Spectateurs : 50 000 Arbitrage : Harry Dykes | Spectateurs : 50 000 Arbitrage : Harry Dykes |
| Escuti - Almeida, Álvarez - Cortés, E. Robledo ( Valjalo), Carrasco - Hormazábal, Meléndez, J. Robledo, Muñoz ( Ramírez Banda), Díaz Zambrano | Équipes                                                             | Suárez - Delgado, Garrido - Bedoya, Colunga ( Lavalle), Heredia - F. Castillo ( Navarrete), Barbadillo, R. Castillo, Mosquera ( Terry), Gómez Sánchez |                                                                           | Spectateurs : 50 000 Arbitrage : Harry Dykes | Spectateurs : 50 000 Arbitrage : Harry Dykes |

| 9 mars 1955 | Uruguay                                    | 3 – 1 | Paraguay  | Estadio Nacional (Santiago)                        |                                                    |
| | Borges 2e · Abbadie 5e · Míguez 86e (pen.) | (2 - 1) | Rolón 23e | Spectateurs : 48 000 Arbitrage : Juan Regis Brozzi | Spectateurs : 48 000 Arbitrage : Juan Regis Brozzi |
| Máspoli - Martínez, Tejera - Rodríguez Andrade, Carballo ( 81e Carranza), Rey - Borges, Pérez, Míguez, Abbadie, Galván | Équipes                                    | Vargas - Segovia ( Poisson), Villalba - Maciel, Arce, Echagüe - C. González, Martínez ( Quiñónez), Parodi, Rolón, Cañete |           | Spectateurs : 48 000 Arbitrage : Juan Regis Brozzi | Spectateurs : 48 000 Arbitrage : Juan Regis Brozzi |

| 9 mars 1955 | Argentine                                            | 4 – 0 | Équateur | Estadio Nacional (Santiago)                    |                                                |
| | Bonelli 11e · Grillo 24e · Micheli 28e · Borello 71e | (3 - 0) |          | Spectateurs : 40 000 Arbitrage : Carlos Robles | Spectateurs : 40 000 Arbitrage : Carlos Robles |
| Musimessi - Dellacha ( 71e Colman), Vairo - Lombardo, Mouriño, Gutiérrez - Micheli, Cecconatto, Bonelli ( 65e Borello ( 88e)), Grillo ( 65e Labruna), Cruz | Équipes                                              | Bonnard - Sánchez, Valencia - Gonzabay, Villacreses, Solís - Balseca, Cantos ( Cañarte), Matute, Merizalde, Saeteros ( Pinto) |          | Spectateurs : 40 000 Arbitrage : Carlos Robles | Spectateurs : 40 000 Arbitrage : Carlos Robles |

| 13 mars 1955 | Pérou                                                  | 4 – 2 | Équateur        | Estadio Nacional (Santiago)                    |                                                |
| | Gómez Sánchez 11e, 15e · Gonzabay 29e (csc), 88e (csc) | (3 - 1) | Matute 34e, 61e | Spectateurs : 50 000 Arbitrage : Carlos Robles | Spectateurs : 50 000 Arbitrage : Carlos Robles |
| Suárez - Perales ( Delgado), Salas - Bedoya ( Lazón), Colunga, Heredia - F. Castillo, Barbadillo, R. Castillo ( Loret de Mola), Mosquera, Gómez Sánchez | Équipes                                                | Bonnard - Sánchez, Valencia - Gonzabay, Villacreses, Solís - Balseca, Pinto, Matute, Triviño, Saeteros ( Cañarte) |                 | Spectateurs : 50 000 Arbitrage : Carlos Robles | Spectateurs : 50 000 Arbitrage : Carlos Robles |

| 13 mars 1955 | Chili                      | 2 – 2 | Uruguay         | Estadio Nacional (Santiago)                        |                                                    |
| | Muñoz 30e · Hormazábal 72e | (1 - 2) | Galván 24e, 41e | Spectateurs : 50 000 Arbitrage : Juan Regis Brozzi | Spectateurs : 50 000 Arbitrage : Juan Regis Brozzi |
| Escuti - Almeida, Álvarez - Cortés, E. Robledo, Carrasco - Hormazábal, Ramírez Banda, J. Robledo, Muñoz ( Meléndez), Díaz Zambrano | Équipes                    | Máspoli - Martínez, Tejera - Rodríguez Andrade, Carballo ( 61e Carranza), Rey - Borges, Pérez, Míguez ( 61e Demarco), Abbadie, Galván |                 | Spectateurs : 50 000 Arbitrage : Juan Regis Brozzi | Spectateurs : 50 000 Arbitrage : Juan Regis Brozzi |

| 18 mars 1955                                                                                      | Paraguay              | 2 – 0 | Équateur | Estadio Nacional (Santiago)                    |                                                |
|                                                                                                   | Rolón 16e, 32e (pen.) | (2 - 0) |          | Spectateurs : 35 000 Arbitrage : Carlos Robles | Spectateurs : 35 000 Arbitrage : Carlos Robles |
| Vargas - Poisson, Villalba - Maciel, Arce, Echagüe - H. González, Martínez, Parodi, Rolón, Cañete | Équipes               | Bonnard - Sánchez, Valencia - Gonzabay, Villacreses, Solís - Balseca, Merizalde ( Cantos), Matute ( Pinto), Triviño, Saeteros |          | Spectateurs : 35 000 Arbitrage : Carlos Robles | Spectateurs : 35 000 Arbitrage : Carlos Robles |

| 18 mars 1955 | Argentine                  | 2 – 2 | Pérou                  | Estadio Nacional (Santiago)                           |                                                       |
| | Grillo 7e · Cecconatto 41e | (2 - 1) | Gómez Sánchez 23e, 57e | Spectateurs : 23 000 Arbitrage : Washington Rodríguez | Spectateurs : 23 000 Arbitrage : Washington Rodríguez |
| Musimessi - Colman, Bagnatto - Lombardo, Mouriño, Sola ( 73e Gutiérrez) - Micheli, Cecconatto, Bonelli ( 80e Borello ( 88e)), Grillo ( 73e Labruna), Cruz | Équipes                    | Suárez - Delgado, Salas - Lazón, Colunga, Heredia - Drago ( F. Castillo), Navarrete, Loret de Mola ( Terry), Mosquera, Gómez Sánchez |                        | Spectateurs : 23 000 Arbitrage : Washington Rodríguez | Spectateurs : 23 000 Arbitrage : Washington Rodríguez |

| 20 mars 1955 | Chili                                               | 5 – 0 | Paraguay | Estadio Nacional (Santiago)                           |                                                       |
| | Meléndez 10e, 52e · Muñoz 77e, 79e · Hormazábal 82e | (1 - 0) |          | Spectateurs : 55 000 Arbitrage : Washington Rodríguez | Spectateurs : 55 000 Arbitrage : Washington Rodríguez |
| Escuti - Almeida, Álvarez - Cortés, E. Robledo, Carrasco - Hormazábal, Ramírez Banda, J. Robledo, Muñoz, Meléndez ( Díaz Zambrano) | Équipes                                             | Vargas - Poisson, Villalba - Maciel, Arce, C. González - H. González, Martínez, Agüero, Rolón ( Bedoya), Cañete ( Romero) |          | Spectateurs : 55 000 Arbitrage : Washington Rodríguez | Spectateurs : 55 000 Arbitrage : Washington Rodríguez |

| 23 mars 1955 | Pérou     | 1 – 1 | Paraguay  | Estadio Nacional (Santiago)                        |                                                    |
| | Terry 33e | (1 - 0) | Rolón 65e | Spectateurs : 25 000 Arbitrage : Juan Regis Brozzi | Spectateurs : 25 000 Arbitrage : Juan Regis Brozzi |
| Suárez - Delgado, Salas - Lazón ( Bedoya), Colunga, Heredia - Drago, Navarrete, Loret de Mola ( Barbadillo), Terry ( R. Castillo), Gómez Sánchez | Équipes   | Casco - Poisson ( Olmedo), Villalba - Maciel, Arce, C. González - H. González, Martínez, Parodi, Rolón, Bedoya ( Cañete) |           | Spectateurs : 25 000 Arbitrage : Juan Regis Brozzi | Spectateurs : 25 000 Arbitrage : Juan Regis Brozzi |

| 23 mars 1955 | Uruguay                                               | 5 – 1 | Équateur          | Estadio Nacional (Santiago)                       |                                                   |
| | Galván 4e · Míguez 12e · Abbadie 26e, 80e · Pérez 54e | (3 - 1) | Matute 36e (pen.) | Spectateurs : 25 000 Arbitrage : Roberto González | Spectateurs : 25 000 Arbitrage : Roberto González |
| Taibo - Martínez, Tejera ( 46e Leopardi) - Rodríguez Andrade, Carranza, Rey - Borges, Pérez, Míguez ( 85e Morel), Abbadie ( 80e Abreo), Galván | Équipes                                               | Bonnard ( Mejía) - Sánchez, Solís - Gonzabay, Izaguirre ( Gando), Villacreses ( Gómez) - Balseca, Cañarte, Matute, Triviño, Saeteros |                   | Spectateurs : 25 000 Arbitrage : Roberto González | Spectateurs : 25 000 Arbitrage : Roberto González |

| 27 mars 1955 | Argentine                                              | 6 – 1 | Uruguay    | Estadio Nacional (Santiago)                    |                                                |
| | Micheli 37e, 61e · Labruna 39e, 71e, 87e · Borello 76e | (2 - 1) | Míguez 32e | Spectateurs : 35 000 Arbitrage : Carlos Robles | Spectateurs : 35 000 Arbitrage : Carlos Robles |
| Musimessi - Dellacha, Vairo - Lombardo, Balay, Gutiérrez - Micheli ( 79e Vernazza), Cecconatto, Borello, Labruna ( 79e Conde ( 80e)), Cucchiaroni | Équipes                                                | Taibo - M. González ( 80e), Leopardi ( 82e Tejera) - Rodríguez Andrade, Carranza ( 65e Carballo), Rey - Borges, Pérez ( 62e Demarco), Míguez, Abbadie, Galván |            | Spectateurs : 35 000 Arbitrage : Carlos Robles | Spectateurs : 35 000 Arbitrage : Carlos Robles |

| 30 mars 1955 | Pérou                               | 2 – 1 | Uruguay   | Estadio Nacional (Santiago)                    |                                                |
| | R. Castillo 11e · Gómez Sánchez 68e | (1 - 0) | Morel 72e | Spectateurs : 65 000 Arbitrage : Carlos Robles | Spectateurs : 65 000 Arbitrage : Carlos Robles |
| Suárez - Delgado, Salas - Bedoya, Colunga, Heredia - F. Castillo ( Navarrete), Mosquera, R. Castillo ( Loret de Mola), Barbadillo, Gómez Sánchez | Équipes                             | Máspoli - W. González, Tejera - Carballo, Carranza, Rey - Borges, Demarco, Míguez ( 70e Morel), Abbadie ( 78e Abreo), Galván ( 46e Escalada) |           | Spectateurs : 65 000 Arbitrage : Carlos Robles | Spectateurs : 65 000 Arbitrage : Carlos Robles |

| 30 mars 1955 | Argentine   | 1 – 0 | Chili | Estadio Nacional (Santiago)                           |                                                       |
| | Micheli 59e | (0 - 0) |       | Spectateurs : 65 000 Arbitrage : Washington Rodríguez | Spectateurs : 65 000 Arbitrage : Washington Rodríguez |
| Musimessi - Dellacha, Vairo - Lombardo, Balay, Gutiérrez - Micheli ( 82e Vernazza), Cecconatto, Borello, Labruna, Cucchiaroni | Équipes     | Escuti - Almeida, Álvarez - Cortés, E. Robledo, Carrasco - Hormazábal, Ramírez Banda, J. Robledo, Muñoz ( Díaz Zambrano), Meléndez ( S. Espinoza) |       | Spectateurs : 65 000 Arbitrage : Washington Rodríguez | Spectateurs : 65 000 Arbitrage : Washington Rodríguez |

| Championnat sud-américain de football de 1955 - Vainqueur Argentine 10e titre |

## Meilleurs buteurs
8 buts
- Rodolfo Micheli

6 buts
- Enrique Hormazábal
- Óscar Gómez Sánchez

5 buts
- Máximo Rolón

4 buts
- Manuel Muñoz